# Nápolyi és szicíliai uralkodók házastársainak listája

Az Hauteville (Altavilla)-ház címere

A nápolyi és szicíliai uralkodók házastársainak listáját tartalmazza az alábbi táblázat 1130-tól 1861-ig.

## Uralkodóházak

### Hauteville-ház, 1130–1194
| Képe | Címere | Neve                      | Apja                                 | Születése       | Házassága | Uralkodói hitvessé válása (koronázása) | Uralkodói hitvesi terminus vége | Halála         | Házastársa |
| ---- | ------ | ------------------------- | ------------------------------------ | --------------- | --------- | -------------------------------------- | ------------------------------- | -------------- | ---------- |
|      |        | Aquinói Szibilla királyné | I. Rajnald aquinói gróf (Aquino-ház) | 1165 előtt/1153 | 1174      | 1189/90 férje trónra lépte             | 1194. február 20. férje halála  | 1195 után/1205 | I. Tankréd |
| Képe | Címere | Neve                      | Apja                                 | Születése       | Házassága | Uralkodói hitvessé válása (koronázása) | Uralkodói hitvesi terminus vége | Halála         | Házastársa |

### Hohenstaufen-ház, 1194–1266
| Képe | Címere | Neve | Apja | Születése | Házassága | Uralkodói hitvessé válása (koronázása) | Uralkodói hitvesi terminus vége | Halála | Házastársa            |
| --- | --- | --- | --- | --- | --- | --- | --- | --- | --------------------- |
| | | Hauteville-i Konstancia királyné | II. Roger szicíliai király (Hauteville-ház) | 1154. november 2. | 1186. január 27., Milánó | 1194. december 25. férje trónra lépte | 1197. szeptember 28. férje halála | 1198. november 27. | I. Henrik             |
| | | Aragóniai Konstancia királyné | II. Alfonz aragóniai király (Barcelonai-ház) | 1180 | 1209. augusztus 15., Messina házasságkötése és koronázása                                                                                            | 1209. augusztus 15., Messina házasságkötése és koronázása                                                                                            | 1222. június 23. | 1222. június 23. | I. (II.) Frigyes      |
| | | Brienne-i Izabella Jolán királyné | I. János jeruzsálemi király (Brienne-ház) | 1212. április 15. után. | 1225. november 9., Brindisi | 1225. november 9., Brindisi | 1228. május 5. | 1228. május 5. | I. (II.) Frigyes      |
| | | Plantagenet Izabella királyné | János angol király (Plantagenêt-ház) | 1214 | 1235. július 15./20.m Worms | 1235. július 15./20.m Worms | 1241. december 1. | 1241. december 1. | I. (II.) Frigyes      |
| Apja ifjabb királlyá koronáztatta, de ez idő alatt nem kötött házasságot, szicíliai (ifjabb) királysága alatt nem volt királyi házastársa. 1212–1217 | Apja ifjabb királlyá koronáztatta, de ez idő alatt nem kötött házasságot, szicíliai (ifjabb) királysága alatt nem volt királyi házastársa. 1212–1217 | Apja ifjabb királlyá koronáztatta, de ez idő alatt nem kötött házasságot, szicíliai (ifjabb) királysága alatt nem volt királyi házastársa. 1212–1217 | Apja ifjabb királlyá koronáztatta, de ez idő alatt nem kötött házasságot, szicíliai (ifjabb) királysága alatt nem volt királyi házastársa. 1212–1217 | Apja ifjabb királlyá koronáztatta, de ez idő alatt nem kötött házasságot, szicíliai (ifjabb) királysága alatt nem volt királyi házastársa. 1212–1217 | Apja ifjabb királlyá koronáztatta, de ez idő alatt nem kötött házasságot, szicíliai (ifjabb) királysága alatt nem volt királyi házastársa. 1212–1217 | Apja ifjabb királlyá koronáztatta, de ez idő alatt nem kötött házasságot, szicíliai (ifjabb) királysága alatt nem volt királyi házastársa. 1212–1217 | Apja ifjabb királlyá koronáztatta, de ez idő alatt nem kötött házasságot, szicíliai (ifjabb) királysága alatt nem volt királyi házastársa. 1212–1217 | Apja ifjabb királlyá koronáztatta, de ez idő alatt nem kötött házasságot, szicíliai (ifjabb) királysága alatt nem volt királyi házastársa. 1212–1217 | II. Henrik            |
| | | Bajor Erzsébet királyné | II. Ottó bajor herceg (Wittelsbach-ház) | 1227 (körül) | 1246. szeptember 1. | 1250. december 13. férje trónra lépte | 1254. május 21. férje halála | 1273. október 9. | I. Konrád             |
| Névleges uralma alatt nem kötött házasságot, szicíliai királysága alatt nem volt királyi házastársa. 1254–1258                                       | Névleges uralma alatt nem kötött házasságot, szicíliai királysága alatt nem volt királyi házastársa. 1254–1258                                       | Névleges uralma alatt nem kötött házasságot, szicíliai királysága alatt nem volt királyi házastársa. 1254–1258                                       | Névleges uralma alatt nem kötött házasságot, szicíliai királysága alatt nem volt királyi házastársa. 1254–1258                                       | Névleges uralma alatt nem kötött házasságot, szicíliai királysága alatt nem volt királyi házastársa. 1254–1258                                       | Névleges uralma alatt nem kötött házasságot, szicíliai királysága alatt nem volt királyi házastársa. 1254–1258                                       | Névleges uralma alatt nem kötött házasságot, szicíliai királysága alatt nem volt királyi házastársa. 1254–1258                                       | Névleges uralma alatt nem kötött házasságot, szicíliai királysága alatt nem volt királyi házastársa. 1254–1258                                       | Névleges uralma alatt nem kötött házasságot, szicíliai királysága alatt nem volt királyi házastársa. 1254–1258                                       | II. Konrád (Konradin) |
| | | Savoyai Beatrix királyné | IV. Amadeusz savoyai gróf (Savoyai-ház) | 1223. március 4. előtt | 1248. december/1249. január, ? Vercelli | 1258. augusztus férje trónra lépte 1258. augusztus 10., Palermo férje koronázása                                                                     | 1259. május 10. előtt | 1259. május 10. előtt | I. Manfréd            |
| – | – | Angelosz Ilona királyné | II. Mihály epiruszi despota (Angelosz-ház) | 1242 | 1259. június 2. Trani | 1259. június 2. Trani | 1266. február 26. férje halála | 1271. július/1272. február/március | I. Manfréd            |
| Képe | Címere | Neve | Apja | Születése | Házassága | Uralkodói hitvessé válása (koronázása) | Uralkodói hitvesi terminus vége | Halála | Házastársa            |

### (Harmadik) Anjou-ház, 1266–1282
| Képe | Címere | Neve                        | Apja                                                  | Születése | Házassága                         | Uralkodói hitvessé válása | Uralkodói hitvesi terminus vége | Halála               | Házastársa |
| ---- | ------ | --------------------------- | ----------------------------------------------------- | --------- | --------------------------------- | --- | --- | -------------------- | ---------- |
|      |        | Provence-i Beatrix királyné | IV. Rajmund Berengár provence-i gróf (Barcelonai-ház) | 1231      | 1246. január 31., Aix-en-Provence | 1266. január 6., Róma koronázása a férjével együtt IV. Kelemen pápa által, de Szicília Királysága még a férje meghódítására várt 1266. február 26. férje tényleges trónra lépte, miután legyőzte I. Manfréd királyt, aki elesett a beneventói csatatéren | 1267. szeptember 23. | 1267. szeptember 23. | I. Károly  |
|      |        | Burgundiai Margit királyné  | Burgundiai Odo nevers-i gróf (Capeting-ház)           | 1250      | 1268. november 18., Trani         | 1268. november 18., Trani | Az 1282. március 30-án kirobbant szicíliai vecsernye következtében férje elveszti Szicília szigetét, amelynek a parlamentje 1282. szeptember 4-én Palermóban királlyá választja III. Péter aragóniai királyt, ezzel az ország két részre szakad, és férje csak az ország szárazföldi, Itália déli részeit tudja birtokolni, melynek a neve: a világítótornyon inneni Szicíliai Királyság, avagy egyszerűen csak Nápolyi Királyság lesz. | 1308. szeptember 4.  | I. Károly  |
| Képe | Címere | Neve                        | Apja                                                  | Születése | Házassága                         | Uralkodói hitvessé válása | Uralkodói hitvesi terminus vége | Halála               | Házastársa |

## Uralkodóházak

### Barcelonai-ház, 1282–1410
| Képe                                                                           | Címere                                                                         | Neve                                                                            | Apja                                                                           | Születése                                                                      | Házassága | Uralkodói hitvessé válása (koronázása) | Uralkodói hitvesi terminus vége                                                | Halála                                                                         | Házastársa                   |
| ------------------------------------------------------------------------------ | ------------------------------------------------------------------------------ | ------------------------------------------------------------------------------- | ------------------------------------------------------------------------------ | ------------------------------------------------------------------------------ | --- | --- | ------------------------------------------------------------------------------ | ------------------------------------------------------------------------------ | ---------------------------- |
|                                                                                |                                                                                | Hohenstaufen Konstancia királyné                                                | I. Manfréd szicíliai király (Hohenstaufen-ház)                                 | 1249                                                                           | 1262. június/július 13., Montpellier | 1282. szeptember 4. férje trónra lépte | 1285. november 2./11. férje halála                                             | 1302. április 9.                                                               | I. (Nagy) Péter              |
|                                                                                |                                                                                | Kasztíliai Izabella királyné                                                    | IV. Sancho kasztíliai király (Burgundiai-ház)                                  | 1283                                                                           | 1291. december 1., Soria | 1291. december 1., Soria | 1295. április 25. válás                                                        | 1328. július 24.                                                               | I. (Igazságos) Jakab         |
|                                                                                |                                                                                | Anjou Blanka királyné                                                           | II. Károly nápolyi király ((Harmadik) Anjou-ház)                               | 1280                                                                           | 1295. október 29./november 1., Vilabertran, Katalónia | 1295. október 29./november 1., Vilabertran, Katalónia | 1296 férje trónfosztása                                                        | 1310. október 14.                                                              | I. (Igazságos) Jakab         |
|                                                                                |                                                                                | Anjou Eleonóra királyné                                                         | II. Károly nápolyi király ((Harmadik) Anjou-ház)                               | 1289. augusztus                                                                | 1303. május, Messina | 1303. május, Messina | 1337. június 25. férje halála                                                  | 1341. augusztus 9.                                                             | II. Frigyes                  |
|                                                                                |                                                                                | Görzi Erzsébet királyné                                                         | II. Ottó karintiai herceg (Görz-ház)                                           | 1298                                                                           | 1322. április 23., Catania Miután férjét még házasságuk előtt 1321. június 19-én Palermóban annak apja Szicília királyává koronáztatta, így házasságuk révén Erzsébet ifjabb királyné volt férje trónra léptéig.                         | 1337. június 25. | 1342. augusztus 15. férje halála                                               | 1352                                                                           | II. Péter                    |
| Nem kötött házasságot, uralkodása alatt nem volt királyi házastársa. 1342–1355 | Nem kötött házasságot, uralkodása alatt nem volt királyi házastársa. 1342–1355 | Nem kötött házasságot, uralkodása alatt nem volt királyi házastársa. 1342–1355  | Nem kötött házasságot, uralkodása alatt nem volt királyi házastársa. 1342–1355 | Nem kötött házasságot, uralkodása alatt nem volt királyi házastársa. 1342–1355 | Nem kötött házasságot, uralkodása alatt nem volt királyi házastársa. 1342–1355 | Nem kötött házasságot, uralkodása alatt nem volt királyi házastársa. 1342–1355 | Nem kötött házasságot, uralkodása alatt nem volt királyi házastársa. 1342–1355 | Nem kötött házasságot, uralkodása alatt nem volt királyi házastársa. 1342–1355 | I. (Gyermek) Lajos           |
| –                                                                              |                                                                                | Aragóniai Konstancia királyné                                                   | IV. Péter aragóniai király (Barcelonai-ház)                                    | 1344                                                                           | 1361. április 15., Catania | 1361. április 15., Catania | 1363. július 18.                                                               | 1363. július 18.                                                               | III. (Együgyű) Frigyes       |
| –                                                                              |                                                                                | Balzo Antónia királyné                                                          | I. Ferenc andriai herceg (Baux-ház)                                            | 1355                                                                           | 1373. november 26., Messina | 1373. november 26., Messina | 1375. január 23                                                                | 1375. január 23                                                                | III. (Együgyű) Frigyes       |
|                                                                                |                                                                                | Aragóniai Ifjú Márton a királynő férje (Regine Consors) majd iure uxoris király | I. (Idős/Emberséges) Márton aragón király (Barcelonai-ház)                     | 1374/75/76                                                                     | 1389. június 24.,/1391. november 19./29., Barcelona házasságkötése 1392-ben a felesége jogán (iure uxoris) a szicíliai parlament jóváhagyásával társuralkodói rangra emelkedik a felesége mellett. 1398. április 13., Palermo koronázása | 1389. június 24.,/1391. november 19./29., Barcelona házasságkötése 1392-ben a felesége jogán (iure uxoris) a szicíliai parlament jóváhagyásával társuralkodói rangra emelkedik a felesége mellett. 1398. április 13., Palermo koronázása | 1401. május 25. Mária halálát követően Ifjú Márton egyeduralkodóvá válik.      | 1409. július 25.                                                               | I. Mária                     |
|                                                                                |                                                                                | I. Mária király nem volt királyné                                               | III. Frigyes szicíliai király (Barcelonai-ház)                                 | 1363. július 2.                                                                | 1389. június 24.,/1391. november 19./29., Barcelona | 1392., Palermo Ifjú Márton társuralkodói rangra emelkedik Mária mellett | 1401. május 25. Mária halálát követően Ifjú Márton egyeduralkodóvá válik.      | 1401. május 25. Mária halálát követően Ifjú Márton egyeduralkodóvá válik.      | I. (Ifjú) Márton             |
|                                                                                |                                                                                | Navarrai Blanka királyné                                                        | III. Károly navarrai király (Évreux-ház)                                       | 1387. július 6.                                                                | 1402. november 26., Palermo házasságkötése és koronázása | 1402. november 26., Palermo házasságkötése és koronázása | 1409. július 25. férje halála                                                  | 1441. április 1.                                                               | I. (Ifjú) Márton             |
|                                                                                |                                                                                | Prades Margit királyné                                                          | Aragóniai Péter entençai báró (Barcelonai-ház)                                 | 1387/88                                                                        | 1409. szeptember 17., Bellesguard, Barcelona | 1409. szeptember 17., Bellesguard, Barcelona | 1410. május 31. férje halála                                                   | 1429. július 15.                                                               | II. (Idős/Emberséges) Márton |
| Képe                                                                           | Címere                                                                         | Neve                                                                            | Apja                                                                           | Születése                                                                      | Házassága | Uralkodói hitvessé válása (koronázása) | Uralkodói hitvesi terminus vége                                                | Halála                                                                         | Házastársa                   |

### Trastámara-ház, 1412–1555
| Képe | Címere | Neve | Apja | Születése | Házassága | Uralkodói hitvessé válása (koronázása) | Uralkodói hitvesi terminus vége | Halála | Házastársa                |
| --- | --- | --- | --- | --- | --- | --- | --- | --- | ------------------------- |
| | | Alburquerquei Eleonóra királyné | I. Sancho alburquerquei gróf (Burgundiai-ház) | 1374 | 1393/4, Valladolid | 1412. június 28. férje trónra lépte | 1416. április 2. férje halála | 1435. december 16. | I. (Antequerai) Ferdinánd |
| | | Kasztíliai Mária királyné | III. Henrik kasztíliai király (Trastámara-ház) | 1401. szeptember 1. | 1415. június 12., Valencia | 1416. április 2. férje trónra lépte | 1458. június 27. férje halála | 1458. szeptember 14. | I. (Nagylelkű) Alfonz     |
| | | Juana Enríquez királyné | Fadrique Enríquez (Burgundiai-ház) | 1425/30 | 1447. július 7. (vagy 1444. április 1.), Torrelobatón, Valladolid, Kasztília | 1458. június 27. férje trónra lépte | 1468. február 13. | 1468. február 13. | I. (Hitetlen) János       |
| | | Katolikus Izabella királyné | II. János kasztíliai király (Trastámara-ház) | 1451. április 22. | 1469. október 19., Valladolid Miután férjét még házasságuk előtt 1468-ban annak apja Szicília királyává nevezte ki, így házasságuk révén Izabella ifjabb királyné volt férje trónra léptéig. | 1479. január 19. férje trónra lépte | 1504. november 26. | 1504. november 26. | II. (Katolikus) Ferdinánd |
| | | Foix Germána királyné | Foix János navarrai királyi herceg (Foix(-Grailly)-ház) | 1488/90 | 1506. március 22., Dénia, Valencia | 1506. március 22., Dénia, Valencia | 1516. január 25. férje halála | 1538. október 18. | II. (Katolikus) Ferdinánd |
| Férje halála után nem kötött újabb házasságot, (névleges) uralkodása alatt Johannának nem volt királyi házastársa, de mivel Johanna nem tudta ellátni az uralkodói kötelezettségeit az akadályoztatása (állítólagos mentális egészségi állapota) miatt, mellette társuralkodóvá válik az elsőszülött fia, Károly. 1516–1555 | Férje halála után nem kötött újabb házasságot, (névleges) uralkodása alatt Johannának nem volt királyi házastársa, de mivel Johanna nem tudta ellátni az uralkodói kötelezettségeit az akadályoztatása (állítólagos mentális egészségi állapota) miatt, mellette társuralkodóvá válik az elsőszülött fia, Károly. 1516–1555 | Férje halála után nem kötött újabb házasságot, (névleges) uralkodása alatt Johannának nem volt királyi házastársa, de mivel Johanna nem tudta ellátni az uralkodói kötelezettségeit az akadályoztatása (állítólagos mentális egészségi állapota) miatt, mellette társuralkodóvá válik az elsőszülött fia, Károly. 1516–1555 | Férje halála után nem kötött újabb házasságot, (névleges) uralkodása alatt Johannának nem volt királyi házastársa, de mivel Johanna nem tudta ellátni az uralkodói kötelezettségeit az akadályoztatása (állítólagos mentális egészségi állapota) miatt, mellette társuralkodóvá válik az elsőszülött fia, Károly. 1516–1555 | Férje halála után nem kötött újabb házasságot, (névleges) uralkodása alatt Johannának nem volt királyi házastársa, de mivel Johanna nem tudta ellátni az uralkodói kötelezettségeit az akadályoztatása (állítólagos mentális egészségi állapota) miatt, mellette társuralkodóvá válik az elsőszülött fia, Károly. 1516–1555 | Férje halála után nem kötött újabb házasságot, (névleges) uralkodása alatt Johannának nem volt királyi házastársa, de mivel Johanna nem tudta ellátni az uralkodói kötelezettségeit az akadályoztatása (állítólagos mentális egészségi állapota) miatt, mellette társuralkodóvá válik az elsőszülött fia, Károly. 1516–1555 | Férje halála után nem kötött újabb házasságot, (névleges) uralkodása alatt Johannának nem volt királyi házastársa, de mivel Johanna nem tudta ellátni az uralkodói kötelezettségeit az akadályoztatása (állítólagos mentális egészségi állapota) miatt, mellette társuralkodóvá válik az elsőszülött fia, Károly. 1516–1555 | Férje halála után nem kötött újabb házasságot, (névleges) uralkodása alatt Johannának nem volt királyi házastársa, de mivel Johanna nem tudta ellátni az uralkodói kötelezettségeit az akadályoztatása (állítólagos mentális egészségi állapota) miatt, mellette társuralkodóvá válik az elsőszülött fia, Károly. 1516–1555 | Férje halála után nem kötött újabb házasságot, (névleges) uralkodása alatt Johannának nem volt királyi házastársa, de mivel Johanna nem tudta ellátni az uralkodói kötelezettségeit az akadályoztatása (állítólagos mentális egészségi állapota) miatt, mellette társuralkodóvá válik az elsőszülött fia, Károly. 1516–1555 | I. (Őrült) Johanna        |
| Képe | Címere | Neve | Apja | Születése | Házassága | Uralkodói hitvessé válása (koronázása) | Uralkodói hitvesi terminus vége | Halála | Házastársa                |

#### I. János uralma ellen harcoló trónkövetelők feleségei, 1462–1472
| Képe | Címere | Neve                         | Apja                                  | Születése          | Házassága            | Uralkodói hitvessé válása           | Uralkodói hitvesi terminus vége | Halála             | Házastársa                 |
| ---- | ------ | ---------------------------- | ------------------------------------- | ------------------ | -------------------- | ----------------------------------- | ------------------------------- | ------------------ | -------------------------- |
|      |        | Portugáliai Johanna királyné | Eduárd portugál király (Avis-ház)     | 1439. március 20.  | 1455. május 20.      | 1462. férje trónra lépte            | 1463. férje lemondása           | 1475. december 12. | III. (IV./Impotens) Henrik |
|      |        | Montforti Johanna királyné   | XIV. Guido lavali gróf (Monforti-ház) | 1433. november 10. | 1454. szeptember 10. | 1466. július 30. férje trónra lépte | 1472. férje lemondása           | 1498. december 19. | I. (Jó) Renátusz           |
| Képe | Címere | Neve                         | Apja                                  | Születése          | Házassága            | Uralkodói hitvessé válása           | Uralkodói hitvesi terminus vége | Halála             | Házastársa                 |

### Habsburg-ház, 1516–1700
| Képe | Címere | Neve                                   | Apja                                                                | Születése          | Házassága | Uralkodói hitvessé válása | Uralkodói hitvesi terminus vége   | Halála             | Házastársa                |
| ---- | ------ | -------------------------------------- | ------------------------------------------------------------------- | ------------------ | --- | --- | --------------------------------- | ------------------ | ------------------------- |
|      |        | Portugáliai Izabella királyné          | I. Mánuel portugál király (Avis-ház)                                | 1503. október 23   | 1526. március 10. Mivel Johanna nem tudta ellátni az uralkodói kötelezettségeit az akadályoztatása (állítólagos mentális egészségi állapota) miatt, társuralkodóvá válik az elsőszülött fia, Károly. | 1526. március 10. Mivel Johanna nem tudta ellátni az uralkodói kötelezettségeit az akadályoztatása (állítólagos mentális egészségi állapota) miatt, társuralkodóvá válik az elsőszülött fia, Károly. | 1539. május 1.                    | 1539. május 1.     | II. (V.) Károly           |
|      |        | Tudor Mária királyné                   | VIII. Henrik angol király (Tudor-ház)                               | 1516. február 18.  | 1554. július 25. | 1556. január 16. férje trónra lépte | 1558. november 17.                | 1558. november 17. | I. (II./Okos) Fülöp       |
|      |        | Valois Erzsébet királyné               | II. Henrik francia király (Valois-ház)                              | 1545. április 2.   | 1559. június 22. | 1559. június 22. | 1568. október 3.                  | 1568. október 3.   | I. (II./Okos) Fülöp       |
|      |        | Habsburg Anna királyné                 | II. (I.) Miksa német-római császár és magyar király (Habsburg-ház)  | 1549. november 1.  | 1570. május 4. | 1570. május 4. | 1580. október 26.                 | 1580. október 26.  | I. (II./Okos) Fülöp       |
|      |        | Ausztriai Margit királyné              | II. Károly, Stájerország, Karintia és Krajna hercege (Habsburg-ház) | 1584. december 25. | 1599. április 18. | 1599. április 18. | 1611. október 3.                  | 1611. október 3.   | II. (III./Jámbor) Fülöp   |
|      |        | Bourbon Izabella királyné              | IV. Henrik francia király (Bourbon-ház)                             | 1602. november 22. | 1615. november 25. | 1621. március 31. férje trónra lépte | 1644. október 6.                  | 1644. október 6.   | III. (IV./Nagy) Fülöp     |
|      |        | Habsburg Mária Anna királyné           | III. Ferdinánd német-római császár és magyar király (Habsburg-ház)  | 1634. december 24. | 1649. október 7. | 1649. október 7. | 1665. szeptember 17. férje halála | 1696. május 16.    | III. (IV./Nagy) Fülöp     |
|      |        | Bourbon-Orléans-i Mária Lujza királyné | I. Fülöp orléans-i herceg (Bourbon-ház)                             | 1662. március 26.  | 1679. november 19. | 1679. november 19. | 1689. február 12.                 | 1689. február 12.  | III. (II./Babonás) Károly |
|      |        | Pfalz–Neuburgi Mária Anna királyné     | II. Fülöp Vilmos pflazi választó (Wittelsbach-ház)                  | 1667. október 28.  | 1690. május 14. | 1690. május 14. | 1700. november 1. férje halála    | 1740. július 16.   | III. (II./Babonás) Károly |
| Képe | Címere | Neve                                   | Apja                                                                | Születése          | Házassága | Uralkodói hitvessé válása | Uralkodói hitvesi terminus vége   | Halála             | Házastársa                |

### Bourbon-ház, 1700–1713
| Képe | Címere | Neve                         | Apja                                           | Születése            | Házassága         | Uralkodói hitvessé válása | Uralkodói hitvesi terminus vége      | Halála            | Házastársa             |
| ---- | ------ | ---------------------------- | ---------------------------------------------- | -------------------- | ----------------- | ------------------------- | ------------------------------------ | ----------------- | ---------------------- |
|      |        | Savoyai Mária Lujza királyné | II. Viktor Amadeusz szárd király (Savoyai-ház) | 1688. szeptember 13. | 1701. november 3. | 1701. november 3.         | 1713. április 11. férje trónfosztása | 1714. február 14. | IV. (V./Bourbon) Fülöp |
| Képe | Címere | Neve                         | Apja                                           | Születése            | Házassága         | Uralkodói hitvessé válása | Uralkodói hitvesi terminus vége      | Halála            | Házastársa             |

### Savoyai-ház, 1713–1720
| Képe | Címere | Neve                          | Apja                                                           | Születése           | Házassága                 | Uralkodói hitvessé válása                         | Uralkodói hitvesi terminus vége       | Halála              | Házastársa               |
| ---- | ------ | ----------------------------- | -------------------------------------------------------------- | ------------------- | ------------------------- | ------------------------------------------------- | ------------------------------------- | ------------------- | ------------------------ |
|      |        | Orléans-i Anna Mária királyné | Fülöp orléans-i herceg (1640–1701) (Bourbon-ház, Capeting-ház) | 1669. augusztus 27. | 1684. május 12., Chambéry | 1713. április 11./december 24. férje trónra lépte | 1720. február 17./20. férje lemondása | 1728. augusztus 26. | I. (II.) Viktor Amadeusz |
| Képe | Címere | Neve                          | Apja                                                           | Születése           | Házassága                 | Uralkodói hitvessé válása                         | Uralkodói hitvesi terminus vége       | Halála              | Házastársa               |

### Habsburg-ház, 1720–1734
| Képe | Címere | Neve                                                   | Apja                                                           | Születése           | Házassága          | Uralkodói hitvessé válása            | Uralkodói hitvesi terminus vége | Halála             | Házastársa                |
| ---- | ------ | ------------------------------------------------------ | -------------------------------------------------------------- | ------------------- | ------------------ | ------------------------------------ | ------------------------------- | ------------------ | ------------------------- |
|      |        | Braunschweig–Wolfenbütteli Erzsébet Krisztina királyné | Lajos Rudolf Braunschweig–lüneburgi uralkodó herceg (Welf-ház) | 1691. augusztus 28. | 1708. augusztus 1. | 1720. február 20. férje trónra lépte | 1734. június 2. férje lemondása | 1750. december 21. | IV. (VI./Habsburg) Károly |
| Képe | Címere | Neve                                                   | Apja                                                           | Születése           | Házassága          | Uralkodói hitvessé válása            | Uralkodói hitvesi terminus vége | Halála             | Házastársa                |

## Uralkodóházak

### (Harmadik) Anjou-ház, 1282–1435
| Képe | Címere | Neve                                                         | Apja                                                           | Születése          | Házassága | Uralkodói hitvessé válása | Uralkodói hitvesi terminus vége                                                                | Halála               | Házastársa           |
| ---- | ------ | ------------------------------------------------------------ | -------------------------------------------------------------- | ------------------ | --- | --- | ---------------------------------------------------------------------------------------------- | -------------------- | -------------------- |
|      |        | Burgundiai Margit királyné                                   | Burgundiai Odo nevers-i gróf (Capeting-ház)                    | 1250               | 1268. november 18., Trani Az 1282. március 30-án kirobbant szicíliai vecsernye következtében férje elveszti Szicília szigetét, amelynek a parlamentje 1282. szeptember 4-én Palermóban királlyá választja III. Péter aragóniai királyt, ezzel az ország két részre szakad, és férje csak az ország szárazföldi, Itália déli részeit tudja birtokolni, melynek a neve: a világítótornyon inneni Szicíliai Királyság, avagy egyszerűen csak Nápolyi Királyság lesz. | 1268. november 18., Trani Az 1282. március 30-án kirobbant szicíliai vecsernye következtében férje elveszti Szicília szigetét, amelynek a parlamentje 1282. szeptember 4-én Palermóban királlyá választja III. Péter aragóniai királyt, ezzel az ország két részre szakad, és férje csak az ország szárazföldi, Itália déli részeit tudja birtokolni, melynek a neve: a világítótornyon inneni Szicíliai Királyság, avagy egyszerűen csak Nápolyi Királyság lesz. | 1285. január 7. férje halála                                                                   | 1308. szeptember 4.  | I. Károly            |
|      |        | Árpád-házi Mária királyné                                    | V. István magyar király (Árpád-ház)                            | 1257               | 1270. május/június, Nápoly | 1285. január 7. férje trónra lépte | 1309. május 6. férje halála                                                                    | 1323. március 25.    | II. (Sánta) Károly   |
|      |        | Aragóniai Sancia királyné                                    | II. Jakab mallorcai király (Barcelonai-ház)                    | 1285 körül         | 1304. szeptember 20. | 1309. május 6. férje trónra lépte | 1343. január 16/19. férje halála                                                               | 1345. július 28.     | I. (Bölcs) Róbert    |
|      |        | Anjou András a királynő férje majd iure uxoris király        | I. Károly magyar király ((Harmadik) Anjou-ház, Capeting-ház)   | 1327. november 30. | 1342. március 31. | 1343. január 16/19. felesége trónra lépte 1345. június 14-én a felesége jogán (iure uxoris) VI. Kelemen pápa jóváhagyásával társuralkodói rangra emelkedik a felesége mellett. | 1345. szeptember 18.                                                                           | 1345. szeptember 18. | I. Johanna           |
|      |        | Tarantói (I.) Lajos a királynő férje majd iure uxoris király | I. Fülöp tarantói herceg ((Harmadik) Anjou-ház, Capeting-ház)  | 1320/25            | 1346. június 20. házasságkötése 1352. május 23., Nápoly koronázása | 1346. június 20. házasságkötése 1352. május 23., Nápoly koronázása | 1362. május 25.                                                                                | 1362. május 25.      | I. Johanna           |
|      |        | Mallorcai (I.) Jakab a királynő férje                        | III. Jakab mallorcai király (Barcelonai-ház)                   | 1337. június 24.   | 1363. szeptember 26. | 1363. szeptember 26. | 1375. január 10.                                                                               | 1375. január 10.     | I. Johanna           |
| –    |        | Braunschweigi Ottó a királynő férje                          | I. Henrik braunschweig-grubenhageni herceg (Welf-ház)          | 1320               | 1376. március 25/28. | 1376. március 25/28. | 1381. június 2. felesége trónfosztása                                                          | 1399. május 13.      | I. Johanna           |
|      |        | Durazzói Margit királyné                                     | I. Károly durazzói herceg ((Harmadik) Anjou-ház, Capeting-ház) | 1347. július 28.   | 1369. január 24., Nápoly | 1381. június 2. férje trónra lépte 1382. november 25., Nápoly koronázása 1385. szeptember férje a Magyarországra történt utazása kapcsán kinevezi feleségét a Nápolyi Királyság régensének | 1386. február 24. férje halála                                                                 | 1412. augusztus 6.   | III. (Kis) Károly    |
| –    |        | Chiaromontei Konstancia királyné                             | III. Manfréd modicai gróf (Chiaromonte (Clermont) család)      | 1376               | 1390. május 29., Gaeta koronázása 1390. augusztus 15. hivatalos házasságkötése | 1390. május 29., Gaeta koronázása 1390. augusztus 15. hivatalos házasságkötése | 1392. július 1. A pápa a felek kiskorúságára hivatkozva semmissé nyilvánította a házasságukat. | 1423                 | I. (Durazzói) László |
| –    |        | Lusignan Mária királyné                                      | I. Jakab ciprusi király (Lusignan-ház)                         | 1381               | 1403. február 13./28., Nápoly | 1403. február 13./28., Nápoly | 1404. szeptember 4.                                                                            | 1404. szeptember 4.  | I. (Durazzói) László |
| –    |        | Enghieni Mária királyné                                      | Enghieni János castrói gróf (Enghien-ház)                      | 1367               | 1407. április 23., Taranto | 1407. április 23., Taranto | 1414. augusztus 6. férje halála                                                                | 1446. május 9.       | I. (Durazzói) László |
|      |        | Bourbon (II.) Jakab a királynő férje majd iure uxoris király | I. János la marche-i gróf (Bourbon-ház, Capeting-ház)          | 1370               | 1415. augusztus 10., Nápoly házasságkötése 1415. október 10. Jakab királlyá kiáltatja ki magát, felesége nevében átveszi a királyi jogok gyakorlását, és feleségét elrekeszti a külvilágtól 1416. október Johanna visszaveszi a hatalmat, és férjét fogságba veti, aki 1420-ban kiszabadul, és elhagyja a Nápolyi Királyságot. Formálisan ugyan nem váltak el, de férj és feleség többé nem találkoztak egymással.                                                | 1415. augusztus 10., Nápoly házasságkötése 1415. október 10. Jakab királlyá kiáltatja ki magát, felesége nevében átveszi a királyi jogok gyakorlását, és feleségét elrekeszti a külvilágtól 1416. október Johanna visszaveszi a hatalmat, és férjét fogságba veti, aki 1420-ban kiszabadul, és elhagyja a Nápolyi Királyságot. Formálisan ugyan nem váltak el, de férj és feleség többé nem találkoztak egymással.                                                | 1435. február 2. felesége halála                                                               | 1438. szeptember 24. | II. Johanna          |
| Képe | Címere | Neve                                                         | Apja                                                           | Születése          | Házassága | Uralkodói hitvessé válása | Uralkodói hitvesi terminus vége                                                                | Halála               | Házastársa           |

### (Negyedik) Anjou-ház, 1435–1442, Nápoly címzetes királyaiként, 1382–1435 és 1442–1480
| Képe | Címere | Neve                                | Apja                                          | Születése          | Házassága | Uralkodói hitvessé válása | Uralkodói hitvesi terminus vége                                                                                  | Halála             | Házastársa       |
| ---- | ------ | ----------------------------------- | --------------------------------------------- | ------------------ | --- | --- | --- | ------------------ | ---------------- |
|      |        | Lotaringiai Izabella királyné       | II. Károly lotaringiai herceg (Vaudémont-ház) | 1400               | 1423 körül | 1435. február 2. férje trónra lépte Mivel férje ekkor burgundi fogságban volt, így a régensséget feleségére ruházta, aki 1435. október 18-án bevonult Nápolyba, és régens királynéként kormányozta a királyságot férje kiszabadulásáig, aki 1438. május 19-én érkezett Nápolyba, és vette át az ország irányítását feleségétől. | 1442. június 2. férje trónfosztása, bár aki címzetes uralkodóként továbbra is viselte a Nápoly királya titulust. | 1453. február 28.  | I. (Jó) Renátusz |
|      |        | Montforti Johanna címzetes királyné | XIV. Guido lavali gróf (Monforti-ház)         | 1433. november 10. | 1454. szeptember 10. Férjének a trónfosztása után, aki címzetes uralkodóként továbbra is viselte a Nápoly királya titulust. | 1454. szeptember 10. Férjének a trónfosztása után, aki címzetes uralkodóként továbbra is viselte a Nápoly királya titulust. | 1480. augusztus 10. férje halála                                                                                 | 1498. december 19. | I. (Jó) Renátusz |
| Képe | Címere | Neve                                | Apja                                          | Születése          | Házassága | Uralkodói hitvessé válása | Uralkodói hitvesi terminus vége                                                                                  | Halála             | Házastársa       |

### Trastámara-ház, 1442–1495
| Képe | Címere | Neve | Apja | Születése | Házassága | Uralkodói hitvessé válása (koronázása) | Uralkodói hitvesi terminus vége | Halála | Házastársa            |
| --- | --- | --- | --- | --- | --- | --- | --- | --- | --------------------- |
| | | Kasztíliai Mária királyné | III. Henrik kasztíliai király (Trastámara-ház) | 1401. szeptember 1. | 1415. június 12., Valencia | 1442. június 2. férje trónra lépte | 1458. június 27. férje halála | 1458. szeptember 14. | I. (Nagylelkű) Alfonz |
| – | | Chiaromontei Izabella királyné | Chiaromontei Trisztán copertinói gróf (Chiaromonte (Clermont) család)                                                                                 | 1424 | 1445. május 28./30. Nápoly | 1458. június 27. férje trónra lépte | 1465. március 30. | 1465. március 30. | I. Ferdinánd          |
| – | | Idősebb Aragóniai Johanna királyné | II. János aragóniai király (Trastámara-ház) | 1455. június 16. | 1476. szeptember 14./október 5., Nápoly | 1476. szeptember 14./október 5., Nápoly | 1494. január 25. férje halála | 1517. január 9. | I. Ferdinánd          |
| Felesége halála után, akit még trónörökösként vett el, nem kötött újabb házasságot, uralkodása alatt nem volt királynéi szerepű házastársa. 1494–1495 | Felesége halála után, akit még trónörökösként vett el, nem kötött újabb házasságot, uralkodása alatt nem volt királynéi szerepű házastársa. 1494–1495 | Felesége halála után, akit még trónörökösként vett el, nem kötött újabb házasságot, uralkodása alatt nem volt királynéi szerepű házastársa. 1494–1495 | Felesége halála után, akit még trónörökösként vett el, nem kötött újabb házasságot, uralkodása alatt nem volt királynéi szerepű házastársa. 1494–1495 | Felesége halála után, akit még trónörökösként vett el, nem kötött újabb házasságot, uralkodása alatt nem volt királynéi szerepű házastársa. 1494–1495 | Felesége halála után, akit még trónörökösként vett el, nem kötött újabb házasságot, uralkodása alatt nem volt királynéi szerepű házastársa. 1494–1495 | Felesége halála után, akit még trónörökösként vett el, nem kötött újabb házasságot, uralkodása alatt nem volt királynéi szerepű házastársa. 1494–1495 | Felesége halála után, akit még trónörökösként vett el, nem kötött újabb házasságot, uralkodása alatt nem volt királynéi szerepű házastársa. 1494–1495 | Felesége halála után, akit még trónörökösként vett el, nem kötött újabb házasságot, uralkodása alatt nem volt királynéi szerepű házastársa. 1494–1495 | II. Alfonz            |
| Első uralma idején még nem volt nős, ezen időszak alatt alatt nem volt királyné. 1495–1495                                                            | Első uralma idején még nem volt nős, ezen időszak alatt alatt nem volt királyné. 1495–1495                                                            | Első uralma idején még nem volt nős, ezen időszak alatt alatt nem volt királyné. 1495–1495                                                            | Első uralma idején még nem volt nős, ezen időszak alatt alatt nem volt királyné. 1495–1495                                                            | Első uralma idején még nem volt nős, ezen időszak alatt alatt nem volt királyné. 1495–1495                                                            | Első uralma idején még nem volt nős, ezen időszak alatt alatt nem volt királyné. 1495–1495                                                            | Első uralma idején még nem volt nős, ezen időszak alatt alatt nem volt királyné. 1495–1495                                                            | Első uralma idején még nem volt nős, ezen időszak alatt alatt nem volt királyné. 1495–1495                                                            | Első uralma idején még nem volt nős, ezen időszak alatt alatt nem volt királyné. 1495–1495                                                            | II. Ferdinánd         |
| Képe | Címere | Neve | Apja | Születése | Házassága | Uralkodói hitvessé válása (koronázása) | Uralkodói hitvesi terminus vége | Halála | Házastársa            |

### Valois-ház, 1495–1495
| Képe | Címere | Neve                     | Apja                                               | Születése        | Házassága                   | Uralkodói hitvessé válása (koronázása) | Uralkodói hitvesi terminus vége | Halála          | Házastársa          |
| ---- | ------ | ------------------------ | -------------------------------------------------- | ---------------- | --------------------------- | -------------------------------------- | ------------------------------- | --------------- | ------------------- |
|      |        | Bretagne-i Anna királyné | II. Ferenc breton herceg (Dreux-ház, Capeting-ház) | 1477. január 25. | 1491. december 6., Langeais | 1495. február férje trónra lépte       | 1495. június férje trónfosztása | 1514. január 9. | IV. (Nyájas) Károly |
| Képe | Címere | Neve                     | Apja                                               | Születése        | Házassága                   | Uralkodói hitvessé válása (koronázása) | Uralkodói hitvesi terminus vége | Halála          | Házastársa          |

### Trastámara-ház, 1495–1501
| Képe | Címere | Neve                              | Apja                                         | Születése               | Házassága                  | Uralkodói hitvessé válása (koronázása) | Uralkodói hitvesi terminus vége     | Halála              | Házastársa           |
| ---- | ------ | --------------------------------- | -------------------------------------------- | ----------------------- | -------------------------- | -------------------------------------- | ----------------------------------- | ------------------- | -------------------- |
| –    |        | Ifjabb Aragóniai Johanna királyné | I. Ferdinánd nápolyi király (Trastámara-ház) | 1477/78/79. április 15. | 1496. július 26., Nápoly   | 1496. július 26., Nápoly               | 1496. október 7. férje halála       | 1518. augusztus 27. | II. Ferdinánd (újra) |
| –    |        | Balzo Izabella királyné           | Balzo Péter andriai herceg (Baux-ház)        | 1468. június 24.        | 1486. november 28., Andria | 1496. október 7. férje trónra lépte    | 1501. szeptember férje trónfosztása | 1533. május 22.     | IV. Frigyes          |
| Képe | Címere | Neve                              | Apja                                         | Születése               | Házassága                  | Uralkodói hitvessé válása (koronázása) | Uralkodói hitvesi terminus vége     | Halála              | Házastársa           |

### Valois-ház, 1501–1504
| Képe | Címere | Neve                          | Apja                                               | Születése        | Házassága               | Uralkodói hitvessé válása (koronázása) | Uralkodói hitvesi terminus vége   | Halála          | Házastársa       |
| ---- | ------ | ----------------------------- | -------------------------------------------------- | ---------------- | ----------------------- | -------------------------------------- | --------------------------------- | --------------- | ---------------- |
|      |        | Bretagne-i Anna királyné újra | II. Ferenc breton herceg (Dreux-ház, Capeting-ház) | 1477. január 25. | 1499. január 8., Nantes | 1501. szeptember férje trónra lépte    | 1504. március 31. férje lemondása | 1514. január 9. | IV. (XII.) Lajos |
| Képe | Címere | Neve                          | Apja                                               | Születése        | Házassága               | Uralkodói hitvessé válása (koronázása) | Uralkodói hitvesi terminus vége   | Halála          | Házastársa       |

### Trastámara-ház, 1504–1555
| Képe | Címere | Neve | Apja | Születése | Házassága | Uralkodói hitvessé válása (koronázása) | Uralkodói hitvesi terminus vége | Halála | Házastársa                 |
| --- | --- | --- | --- | --- | --- | --- | --- | --- | -------------------------- |
| | | Katolikus Izabella királyné | II. János kasztíliai király (Trastámara-ház) | 1451. április 22. | 1469. október 19., Valladolid | 1504. március 31. férje trónra lépte | 1504. november 26. | 1504. november 26. | III. (Katolikus) Ferdinánd |
| | | Foix Germána királyné | Foix János navarrai királyi herceg (Foix(-Grailly)-ház) | 1488/90 | 1506. március 22., Dénia, Valencia | 1506. március 22., Dénia, Valencia | 1516. január 25. férje halála | 1538. október 18. | III. (Katolikus) Ferdinánd |
| Férje halála után nem kötött újabb házasságot, (névleges) uralkodása alatt Johannának nem volt királyi házastársa, de mivel Johanna nem tudta ellátni az uralkodói kötelezettségeit az akadályoztatása (állítólagos mentális egészségi állapota) miatt, mellette társuralkodóvá válik az elsőszülött fia, Károly. 1516–1555 | Férje halála után nem kötött újabb házasságot, (névleges) uralkodása alatt Johannának nem volt királyi házastársa, de mivel Johanna nem tudta ellátni az uralkodói kötelezettségeit az akadályoztatása (állítólagos mentális egészségi állapota) miatt, mellette társuralkodóvá válik az elsőszülött fia, Károly. 1516–1555 | Férje halála után nem kötött újabb házasságot, (névleges) uralkodása alatt Johannának nem volt királyi házastársa, de mivel Johanna nem tudta ellátni az uralkodói kötelezettségeit az akadályoztatása (állítólagos mentális egészségi állapota) miatt, mellette társuralkodóvá válik az elsőszülött fia, Károly. 1516–1555 | Férje halála után nem kötött újabb házasságot, (névleges) uralkodása alatt Johannának nem volt királyi házastársa, de mivel Johanna nem tudta ellátni az uralkodói kötelezettségeit az akadályoztatása (állítólagos mentális egészségi állapota) miatt, mellette társuralkodóvá válik az elsőszülött fia, Károly. 1516–1555 | Férje halála után nem kötött újabb házasságot, (névleges) uralkodása alatt Johannának nem volt királyi házastársa, de mivel Johanna nem tudta ellátni az uralkodói kötelezettségeit az akadályoztatása (állítólagos mentális egészségi állapota) miatt, mellette társuralkodóvá válik az elsőszülött fia, Károly. 1516–1555 | Férje halála után nem kötött újabb házasságot, (névleges) uralkodása alatt Johannának nem volt királyi házastársa, de mivel Johanna nem tudta ellátni az uralkodói kötelezettségeit az akadályoztatása (állítólagos mentális egészségi állapota) miatt, mellette társuralkodóvá válik az elsőszülött fia, Károly. 1516–1555 | Férje halála után nem kötött újabb házasságot, (névleges) uralkodása alatt Johannának nem volt királyi házastársa, de mivel Johanna nem tudta ellátni az uralkodói kötelezettségeit az akadályoztatása (állítólagos mentális egészségi állapota) miatt, mellette társuralkodóvá válik az elsőszülött fia, Károly. 1516–1555 | Férje halála után nem kötött újabb házasságot, (névleges) uralkodása alatt Johannának nem volt királyi házastársa, de mivel Johanna nem tudta ellátni az uralkodói kötelezettségeit az akadályoztatása (állítólagos mentális egészségi állapota) miatt, mellette társuralkodóvá válik az elsőszülött fia, Károly. 1516–1555 | Férje halála után nem kötött újabb házasságot, (névleges) uralkodása alatt Johannának nem volt királyi házastársa, de mivel Johanna nem tudta ellátni az uralkodói kötelezettségeit az akadályoztatása (állítólagos mentális egészségi állapota) miatt, mellette társuralkodóvá válik az elsőszülött fia, Károly. 1516–1555 | III. (Őrült) Johanna       |
| Képe | Címere | Neve | Apja | Születése | Házassága | Uralkodói hitvessé válása (koronázása) | Uralkodói hitvesi terminus vége | Halála | Házastársa                 |

### Habsburg-ház, 1516–1700
| Képe | Címere | Neve                                   | Apja                                                                | Születése          | Házassága | Uralkodói hitvessé válása | Uralkodói hitvesi terminus vége   | Halála             | Házastársa               |
| ---- | ------ | -------------------------------------- | ------------------------------------------------------------------- | ------------------ | --- | --- | --------------------------------- | ------------------ | ------------------------ |
|      |        | Portugáliai Izabella királyné          | I. Mánuel portugál király (Avis-ház)                                | 1503. október 23   | 1526. március 10. Mivel Johanna nem tudta ellátni az uralkodói kötelezettségeit az akadályoztatása (állítólagos mentális egészségi állapota) miatt, társuralkodóvá válik az elsőszülött fia, Károly. | 1526. március 10. Mivel Johanna nem tudta ellátni az uralkodói kötelezettségeit az akadályoztatása (állítólagos mentális egészségi állapota) miatt, társuralkodóvá válik az elsőszülött fia, Károly. | 1539. május 1.                    | 1539. május 1.     | V. Károly                |
|      |        | Tudor Mária királyné                   | VIII. Henrik angol király (Tudor-ház)                               | 1516. február 18.  | 1554. július 25. Miután férjét éppen a házasságuk napjára időzítve annak apja a Nápolyi Királyság királyává nevezte ki, így házasságuk révén Mária ifjabb királyné volt férje trónra léptéig.        | 1556. január 16. férje trónra lépte | 1558. november 17.                | 1558. november 17. | I. (II./Okos) Fülöp      |
|      |        | Valois Erzsébet királyné               | II. Henrik francia király (Valois-ház)                              | 1545. április 2.   | 1559. június 22. | 1559. június 22. | 1568. október 3.                  | 1568. október 3.   | I. (II./Okos) Fülöp      |
|      |        | Habsburg Anna királyné                 | II. (I.) Miksa német-római császár és magyar király (Habsburg-ház)  | 1549. november 1.  | 1570. május 4. | 1570. május 4. | 1580. október 26.                 | 1580. október 26.  | I. (II./Okos) Fülöp      |
|      |        | Ausztriai Margit királyné              | II. Károly, Stájerország, Karintia és Krajna hercege (Habsburg-ház) | 1584. december 25. | 1599. április 18. | 1599. április 18. | 1611. október 3.                  | 1611. október 3.   | II. (III./Jámbor) Fülöp  |
|      |        | Bourbon Izabella királyné              | IV. Henrik francia király (Bourbon-ház)                             | 1602. november 22. | 1615. november 25. | 1621. március 31. férje trónra lépte | 1644. október 6.                  | 1644. október 6.   | III. (IV./Nagy) Fülöp    |
|      |        | Habsburg Mária Anna királyné           | III. Ferdinánd német-római császár és magyar király (Habsburg-ház)  | 1634. december 24. | 1649. október 7. | 1649. október 7. | 1665. szeptember 17. férje halála | 1696. május 16.    | III. (IV./Nagy) Fülöp    |
|      |        | Bourbon-Orléans-i Mária Lujza királyné | I. Fülöp orléans-i herceg (Bourbon-ház)                             | 1662. március 26.  | 1679. november 19. | 1679. november 19. | 1689. február 12.                 | 1689. február 12.  | VI. (II./Babonás) Károly |
|      |        | Pfalz–Neuburgi Mária Anna királyné     | II. Fülöp Vilmos pflazi választó (Wittelsbach-ház)                  | 1667. október 28.  | 1690. május 14. | 1690. május 14. | 1700. november 1. férje halála    | 1740. július 16.   | VI. (II./Babonás) Károly |
| Képe | Címere | Neve                                   | Apja                                                                | Születése          | Házassága | Uralkodói hitvessé válása | Uralkodói hitvesi terminus vége   | Halála             | Házastársa               |

### Bonaparte-ház, 1806–1808
| Képe | Címere | Neve                 | Apja                          | Születése          | Házassága                 | Uralkodói hitvessé válása (koronázása) | Uralkodói hitvesi terminus vége           | Halála           | Házastársa |
| ---- | ------ | -------------------- | ----------------------------- | ------------------ | ------------------------- | -------------------------------------- | ----------------------------------------- | ---------------- | ---------- |
|      |        | Julie Clary királyné | François Clary (Clary család) | 1771. december 26. | 1794. augusztus 1., Cuges | 1806. március 30. férje trónra lépte   | 1808. június 6./július 2. férje lemondása | 1845. április 7. | I. József  |
| Képe | Címere | Neve                 | Apja                          | Születése          | Házassága                 | Uralkodói hitvessé válása (koronázása) | Uralkodói hitvesi terminus vége           | Halála           | Házastársa |

### Murat-ház, 1808–1815
| Képe | Címere | Neve                        | Apja                             | Születése         | Házassága                                     | Uralkodói hitvessé válása (koronázása) | Uralkodói hitvesi terminus vége    | Halála          | Házastársa |
| ---- | ------ | --------------------------- | -------------------------------- | ----------------- | --------------------------------------------- | -------------------------------------- | ---------------------------------- | --------------- | ---------- |
|      |        | Bonaparte Karolina királyné | Carlo Buonaparte (Bonaparte-ház) | 1782. március 25. | 1800. január 20., Mortefontaine (Plailly (?)) | 1808. augusztus 1. férje trónra lépte  | 1815. május 19. férje trónfosztása | 1839. május 18. | I. Joachim |
| Képe | Címere | Neve                        | Apja                             | Születése         | Házassága                                     | Uralkodói hitvessé válása (koronázása) | Uralkodói hitvesi terminus vége    | Halála          | Házastársa |

## Két Szicília királynéja (1816–60)

### Bourbon-ház
| Portré | Uralkodói név                          | Felmenője                                           | Házasságkötése     | Uralkodói hitvessé válása            | Uralkodói hitvesi terminusa vége       | Halála                           | Házastársa    | Forr.  |
| ------ | -------------------------------------- | --------------------------------------------------- | ------------------ | ------------------------------------ | -------------------------------------- | -------------------------------- | ------------- | ------ |
|        | Spanyolországi Mária Izabella királyné | IV. Károly spanyol király (Bourbonok)               | 1802. július 6.    | 1825. január 4. hitvese trónra lépte | 1830. november 8. hitvese halála       | 1848. szeptember 13. (59 évesen) | I. Ferenc     | [ 9 ]  |
|        | Savoyai Mária Krisztina királyné       | I. Viktor Emánuel szárd–piemonti király (Savoyaiak) | 1832. november 21. | 1832. november 21.                   | 1836. január 21. (23 évesen)           | 1836. január 21. (23 évesen)     | II. Ferdinánd | [ 10 ] |
|        | Ausztriai Mária Terézia királyné       | Károly Lajos, Teschen hercege (Habsburg–Tescheniek) | 1837. január 27.   | 1837. január 27.                     | 1859. május 22. hitvese halála         | 1867. augusztus 8. (51 évesen)   | II. Ferdinánd | [ 11 ] |
|        | Bajorországi Mária Zsófia királyné     | Miksa József bajor herceg (Wittelsbachok)           | 1859. február 3.   | 1859. május 22. hitvese trónra lépte | 1861. március 20. hitvese trónfosztása | 1925. január 19. (83 évesen)     | II. Ferenc    | [ 12 ] |